# Pensus gilae
Pensus gilae es una especie de coleóptero de la familia Silvanidae.

## Distribución geográfica
Habita en México y  en Arizona y Nuevo México en (Estados Unidos).